# En garde ! (jeu de rôle)
Pour les articles homonymes, voir En garde !.
En Garde! (titre en anglais) est un jeu de rôle publié aux États-Unis et dont l'action se passe à Paris au XVIIe siècle. Les joueurs incarnent des gentilhommes duellistes. Le jeu fut créé par Frank Chadwick et publié par Game Designers' Workshop (GDW) en 1975.

## Histoire
Dans les années 1980, le jeu est largement joué par courrier mais GDW cesse l'impression du jeu lorsque les stocks sont épuisés. Theo Clarke et Paul Evans dirigent une partie pour plus de vingt personnes lors du salon du jeu britannique de 1983 (UK Gamesfair). Evans crée alors un programme en BASIC pour gérer la partie administrative du jeu. Petit à petit, au fil des salons, les parties voient le nombre de participants s'agrandir. Evans commence une partie par courrier utilisant le même programme informatique en 1986 dans un nouveau magazine nommé Small Furry Creatures Press, qu'il publie avec Clarke. Cette partie est toujours en cours sur Les Petites Bêtes Soyeuses.
Clarke et Evans estiment qu'il y a une demande suffisante pour un livre de règles tiré de leur jeu. Sous le nom de SFC Press, ils publient une nouvelle édition du jeu en 1988 sous la licence de Chadwick. Le succès du jeu les amène à participer à une convention annuelle, Furrycon, pendant plus de dix ans. Quand SFC Press est liquidée en 2003, les droits du jeu sont achetés par Evans et sa société (Margam Evans) produit une nouvelle version du jeu.

## Sources
- (en) Cet article est partiellement ou en totalité issu de l’article de Wikipédia en anglais intitulé « En Garde! » (voir la liste des auteurs).